# エマ・ド・ブロワ
エマ・ド・ブロワ（Emma de Blois, 948/50年頃 - 1003/05年）10世紀後半の西フランスの貴族女性。ブロワ伯ティボー1世とその妻でヴェルマンドワ家出身のリューガルドの娘である。ブローニュ大司教ユーグとブロワ伯ウード1世らは兄弟にあたる。

## 生涯
ブロワ伯ティボー1世とその妻リューガルドの娘である。 
母リューガルドは、当時シャンパーニュ地方に多くの所領を持ち支配していたヴェルマンドワ伯エルベール2世の次女で、エマは母を通してカロリング家の流れをくむ。 
967年あるいは968年にアキテーヌ公およびポワティエ伯ギヨーム4世と結婚し、持参金としてシノン領をもたらした。夫ギヨーム4世はポワティエの副伯や諸侯らに権威を課すことができた勇猛な戦士（それ故に鉄腕公と渾名された）であったことに加え、フランスの歴史学者アルフレッド・リシャールによれば、ギヨームの不貞の数々が妻エマとの離婚に繋がったとしている。 
エマは、夫に何人もの愛人がいることをすぐに突き止め、これがきっかけでエマとギヨームの間で争いになり、エマはギヨーム4世の愛人に制裁するようになった。特に不倫相手の1人トゥアール副伯エルヴェール1世の妻アルデアルドに過度な制裁を加えた事件が知られているが、事件後エマは猛省したとされる。 
976年、エマはギヨーム4世のもとを去ることを決意し、シノン城に移り住んで別居し、夫・ギヨーム4世と約10年の長期にわたり争った。後に988年になってからようやく夫ギヨーム4世と和解し、ギヨームは愛人を領地から追放した。 
ギヨームとエマは非常に信心深く、マイユゼ修道院およびブルグイユ修道院の設立をはじめ、多くの寄付を行った。しかし991年、エマは再びギヨーム4世のもとを去った。 
993年にギヨーム4世が公爵・伯爵位を息子ギヨームに譲り、修道院に入った際は、エマがアキテーヌ公の摂政となったが、既にアキテーヌ公ギヨーム5世含めた2人の息子はその時には成人していた。 
ユーグ・カペーとギヨーム4世は、アキテーヌ公の称号を巡って対立しており、このことがギヨーム5世の正式な封臣を妨げたと考えられる。
ギヨーム4世との間には嫡男ギヨームと次男ルシー伯エブルの少なくとも2男に恵まれており、他一説ではエマとブランシュという名の娘がいたとされる。
エマは990年から1004年の間に作成された『ポワティエのサン＝シプリアン修道院の記録文書（フランス語：Google Translate Cartulaire de l'abbaye de Saint-Cyprien de Poitiers）』の文書番号17に署名し、サン＝シプリアン修道院への寄付を行っている。
また、歴史学者リシャールによれば、エマの内孫にあたる長男ギヨーム5世の嫡男ギヨーム6世が生まれた時にもエマが生存していたとしている。エマの正確な没年は不明だが、『ヴァンドーム・トリニテ修道院『サンスの訃報』第2巻（フランス語：Obituaires de Sens Tome II, Abbaye de la Trinité de Vendôme）』によれば、エマは8月1日に亡くなっている。

## 参照
- Charte de la comtesse Liégeard, 978及びVoir la charte Archives départementales d'Eure-et-Loir Présentation d'une charte originale de la comtesse Liégeard, contenant peut-être la souscription de sa fille Emma de Blois

- Notices d'autorité : Fichier d’autorité international virtuel・Système universitaire de documentation